# Santa Cecilia Clavijero
Santa Cecilia Clavijero är en ort i Mexiko.   Den ligger i kommunen Ixcaquixtla och delstaten Puebla, i den sydöstra delen av landet, 180 km sydost om huvudstaden Mexico City. Santa Cecilia Clavijero ligger 1 904 meter över havet och antalet invånare är 400.
Terrängen runt Santa Cecilia Clavijero är platt åt sydväst, men åt nordost är den kuperad. Runt Santa Cecilia Clavijero är det mycket glesbefolkat, med 3 invånare per kvadratkilometer. Närmaste större samhälle är San Juan Ixcaquixtla, 4,0 km väster om Santa Cecilia Clavijero. I omgivningarna runt Santa Cecilia Clavijero växer huvudsakligen savannskog.